# Liste von Persönlichkeiten der Stadt Bacău
Die folgende Liste enthält Personen, die in der rumänischen Stadt Bacău geboren wurden. Die Liste erhebt keinen Anspruch auf Vollständigkeit.

## In Bacău geborene Persönlichkeiten

### Bis 1900

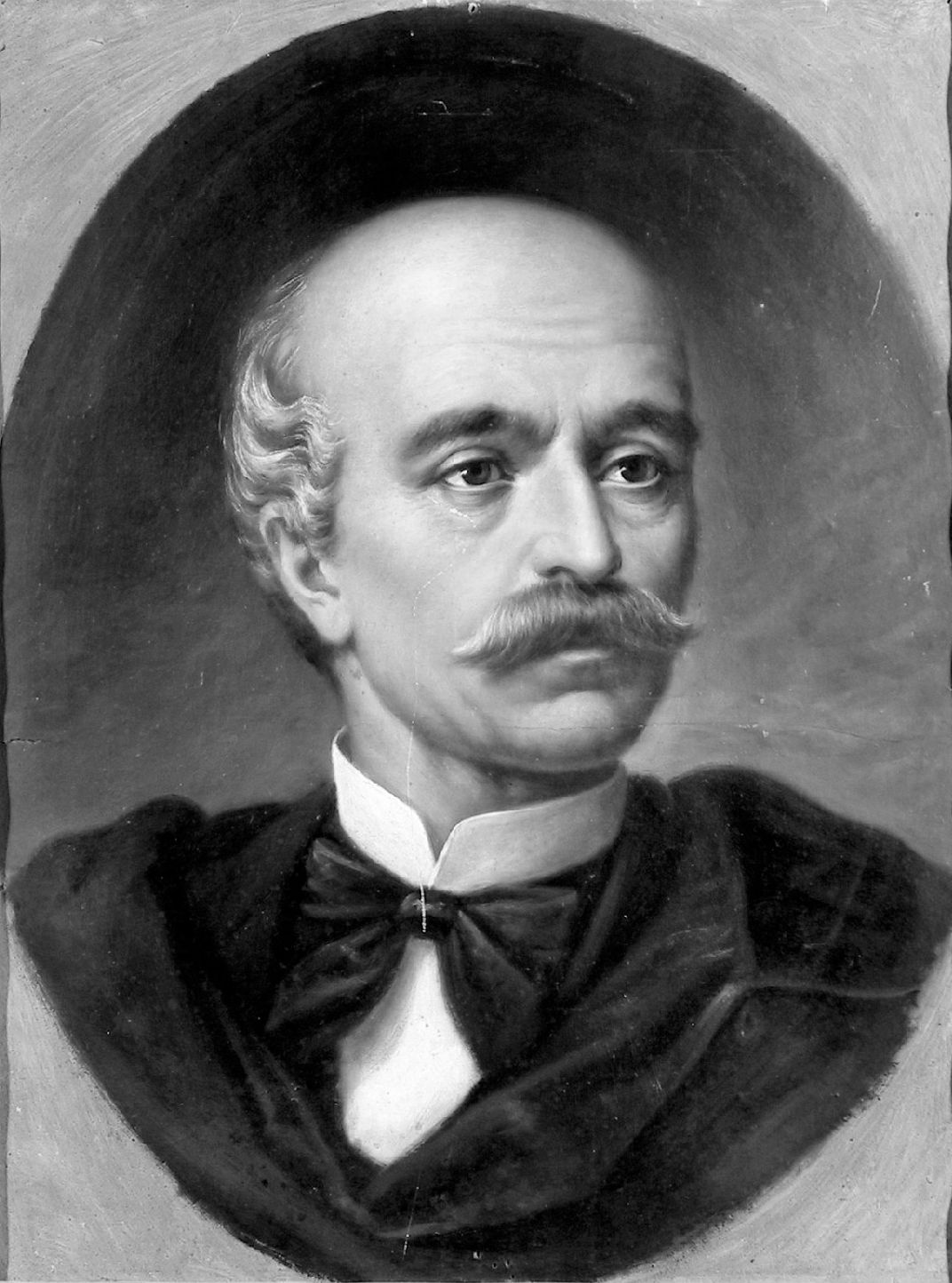
Vasile Alecsandri

- Vasile Alecsandri (1821–1890), Dichter
- Nicolae Vermont (1866–1932), jüdisch-rumänischer Maler[1]
- Aaron Aaronsohn (1876–1919), jüdisch-rumänischer Botaniker und zionistischer Politiker[2]
- George Bacovia (1881–1957), Dichter
- Lucrețiu Pătrășcanu (1900–1954), kommunistischer Politiker[3]

### 20. Jahrhundert

#### 1901 bis 1980

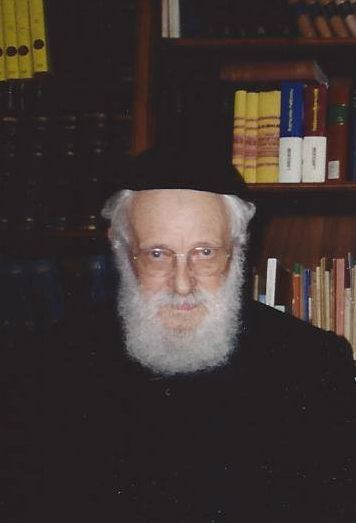
Alexandre Safran

- Alexandru Șafran (1910–2006), rumänisch-schweizerischer Rabbi[4]
- Solomon Marcus (1925–2016), jüdisch-rumänischer Mathematiker[5]
- Felicia Donceanu (1931–2022), Komponistin
- Dumitru Mazilu (* 1934), Jurist, Diplomat und Politiker
- Sorin Avram (1943–2015), Fußballspieler
- Valeria Bufanu (* 1946), Leichtathletin
- Neculai Vasilcă (* 1955), Handballspieler
- Gabriela Trușcă (* 1957), Kunstturnerin
- Eliseda Dumitru (* 1960), Opernsängerin[6]
- Elena Grölz (1960–2025), Handballspielerin
- George Sabin Cutaș (* 1968), Politiker
- Emilia Luca (* 1969), Handballspielerin
- Angela Alupei (* 1972), Olympiasiegerin im Rudern 2000 und 2004
- Gabriela Potorac (* 1973), Kunstturnerin
- Vasile Lupașc (* 1974), Historiker und Autor
- Mihaela Melinte (* 1975), Hammerwerferin

#### 1981 bis 2000
- Vlad Munteanu (* 1981), Fußballspieler
- Andrei Cristea (* 1984), Fußballspieler
- Cosmin Frăsinescu (* 1985), Fußballspieler
- Ștefan Mardare (* 1987), Fußballspieler
- Costel Pantilimon (* 1987), Fußballspieler
- Monica Roșu (* 1987), Kunstturnerin
- Vlad Chiricheș (* 1989), Fußballspieler

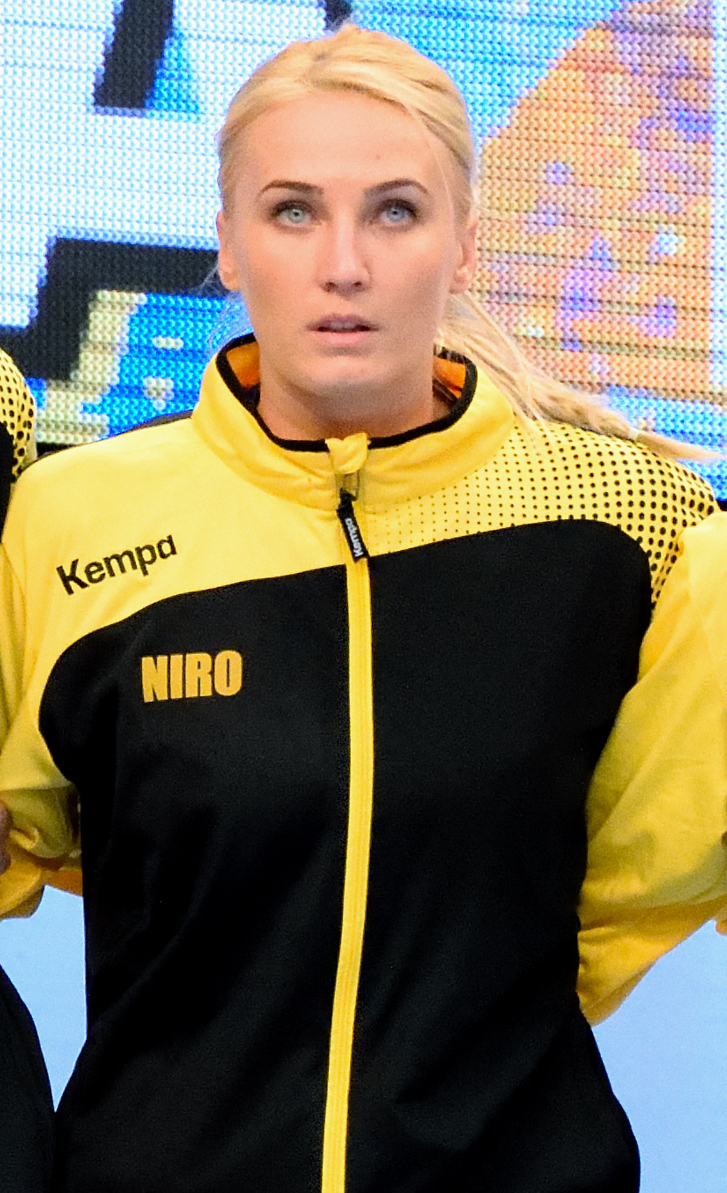
Laura Moisă

- Laura Moisă (* 1989), Handballspielerin
- Radu Ghiță (* 1990), Handballspieler
- Doru Sechelariu (* 1992), Rennfahrer
- Andrei Burcă (* 1993), Fußballspieler
- Răzvan Umbrărescu (* 1993), Autorennfahrer
- Georgiana Iuliana Aniței (* 1999), Leichtathletin
- Mihai Cochior (* 1999), Leichtathlet

### 21. Jahrhundert
- Babasha (bürgerlich Vlad Babașa, * 2002), Sänger